# Поток (Стража)
Поток (словен. Potok) — поселення в общині Стража, регіон Південно-Східна Словенія, Словенія.